# Арабски тар
Арабският тар (Arabitragus jayakari) е вид бозайник от семейство Кухороги (Bovidae), единствен представител на род Arabitragus. Видът е застрашен от изчезване.

## Разпространение и местообитание
Разпространен е в Оман.